# Bupleurum imaicolum
Bupleurum imaicolum là một loài thực vật có hoa trong họ Hoa tán. Loài này được J.Kern. mô tả khoa học đầu tiên năm 1870.